# ۸۸۱ (خورشیدی)
۸۸۱ هشتصد و هشتاد و یکمین سال هجری خورشیدی است.